# فاشية إيطالية

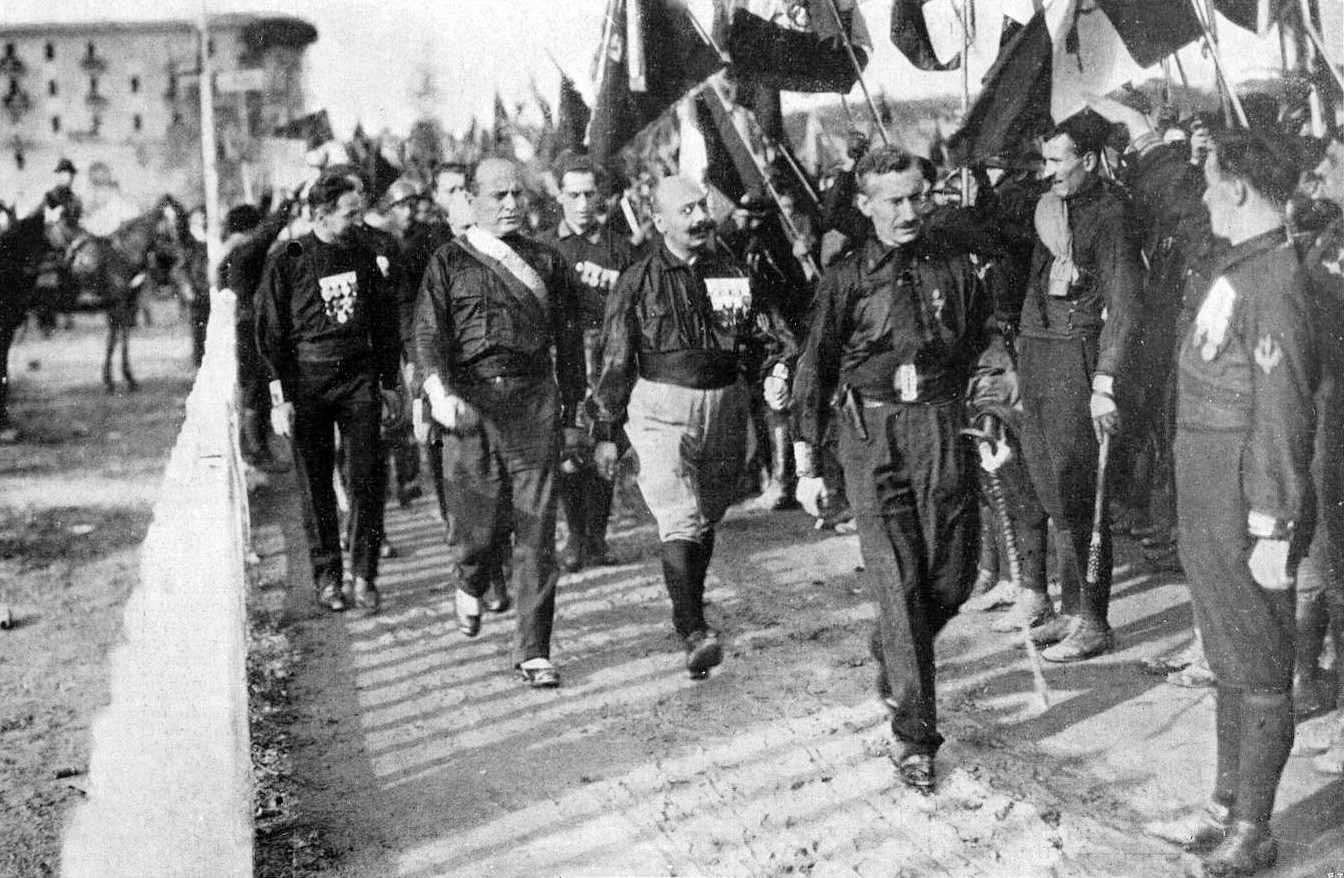

الفاشية الإيطالية (بالإيطالية: فاشيزمو إيتاليانو «fascismo italiano»)، وتعرف أيضًا بالفاشية الكلاسيكية أو الفاشية فقط، هي الأيديولوجية الفاشية الأصلية كما تطورت في إيطاليا. ترتبط تلك الأيديولوجية بسلسلة من ثلاثة أحزاب سياسية قادهم بينيتو موسوليني، وهذه الأحزاب هي الحزب الفاشي الثوري (بي آر إف) الذي تأسس في عام 1915، والحزب الوطني الفاشي (بي إن إف) والذي أُعيد تسميته في المؤتمر الفاشي الثالث المُقام في الفترة 7 – 10 من شهر نوفمبر لعام 1921 وحَكم الحزب مملكة إيطاليا بدءًا من عام 1922 وحتى عام 1943، والحزب الفاشي الجمهوري الذي حكم الجمهورية الإيطالية الاشتراكية منذ عام 1943 وحتى 1945. وترتبط الفاشية الإيطالية أيضًا بالحركة الاجتماعية الإيطالية في فترة ما بعد الحرب وما تلاها من حركات الفاشية الجديدة الإيطالية.
ترسخت الفاشية الإيطالية في القومية الإيطالية، والنقابية الوطنية، والقومية الثورية، والرغبة في استعادة الأراضي الإيطالية وتوسيعها، وهو ما اعتبره الفاشيون الإيطاليون أمرًا ضروريًا للأمة لتأكيد تفوقها وقوتها وتجنب الخضوع للاضمحلال. وادعى الفاشيون الإيطاليون أيضًا أن إيطاليا الحديثة هي وريث روما القديمة وإرثها ودعمت تاريخيًا إنشاء إمبراطورية إيطالية لتوفير ما يُعرف بمساحة العيش «سباسيو فيتالي في اللغة الإيطالية» ليتثنى للمستوطنين الإيطاليين استعمارها وفرض سيطرتهم على البحر الأبيض المتوسط.
دعت الفاشية الإيطالية إلى نظام اقتصادي تشاركي ترتبط بواسطته نقابات الموظفين وأصحاب العمل معًا في جمعيات لتمثيل المنتجين الاقتصاديين والعمل جنبًا إلى جنب مع الدولة لوضع السياسة الاقتصادية الوطنية. ويهدف هذا النظام الاقتصادي إلى حل الصراع الطبقي من خلال التعاون بين طبقات المجتمع.
عارضت الفاشية الإيطالية الليبرالية، خاصة الليبرالية الكلاسيكية التي استنكرها موسوليني وقادة الفاشية لأنها «كارثة الفردية»، لكن بدلًا من السعي لاستعادة رجعية عالم ما قبل الثورة الفرنسية والذي اعتبرته أمرًا مشينًا، كان لديها اتجاهًا تطلعيًا. وعارضت الفاشية الاشتراكية الماركسية وذلك بسبب معارضة الاشتراكية النموذجية للقومية، لكنها كانت أيضًا معارضة للمحافظة الرجعية التي طورها جوزيف دي مايستر. اعتقد الفاشية أن نجاح القومية الإيطالية تطلب احترام العادات والإحساس الواضح بالتاريخ المشترك بين الشعب الإيطالي، بجانب الالتزام بالولاء لإيطاليا الحديثة.
في حين لم تعتنق الفاشية في إيطاليا بشكل مبدئي النزعة الاسكندنافية ومعاداة السامية المتأصلة في الأيدولوجية النازية، كان الطابع العنصري كان متواجدًا في الفكر الفاشي وسياساته منذ بداية الحكم الفاشي لإيطاليا. ومع اقتراب الفاشية الإيطالية والنازية الألمانية سياسيًا في النصف الأخير من ثلاثينيات القرن العشرين، أصبحت القوانين والسياسات الإيطالية معادية للسامية بشكل واضح، وتضمنت إقرار القوانين العرقية الإيطالية. واضطهد الفاشيون المتحدثين باللغة اليونانية في إيطاليا حينما كانوا في السلطة.

## المعتقدات الرئيسية

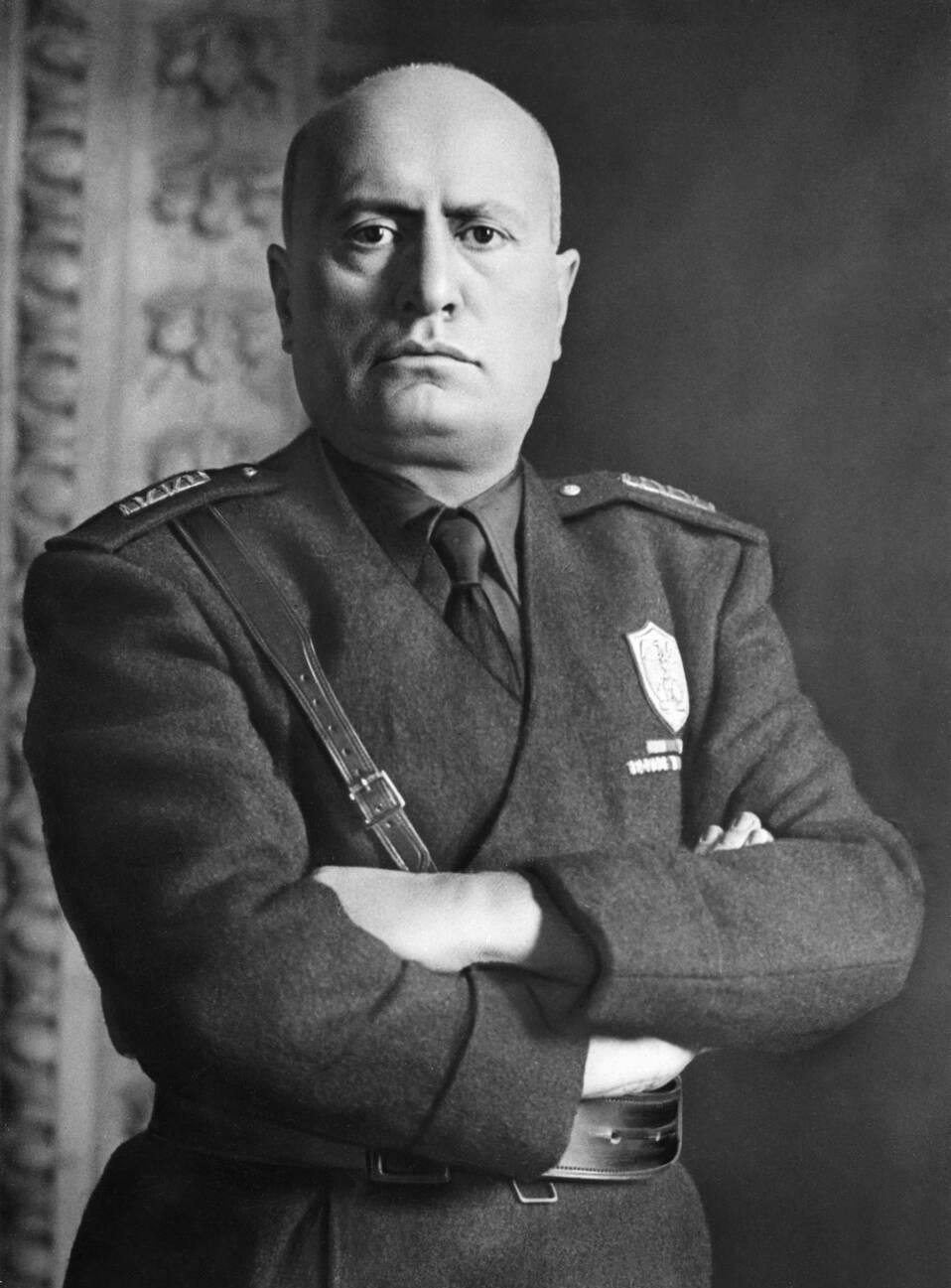
صورة لبينيتو موسوليني من الطبعة الثانية لكتاب أدولف دريسلر "موسوليني كصحفي" (1939).

### القومية
تأسست الفاشية الإيطالية على أسس القومية الإيطالية وتسعى على الأخص لاستكمال ما تعتبره مشروع الوحدة غير المكتمل لإيطاليا إريجينتا (إيطاليا غير المعوضة) لتصبح دولة إيطاليا. أعلن الحزب الفاشي القومي المؤسس في عام 1921 أن الحزب كان هدفه هو العمل كـ«ميليشيا ثورية وُضعت في خدمة الأمة. وتتبع سياسة تستند إلى ثلاثة مبادئ: النظام، الانضباط، التسلسل الهرمي».
وتُعرف الفاشية إيطاليا الحديثة بأنها وريثة الإمبراطورية الرومانية وفترة النهضة في إيطاليا وتروج للهوية الثقافية الرومانية (رومانيتاس). وسعت الفاشية الإيطالية تاريخيًا إلى صياغة إمبراطورية إيطالية قوية مثل روما الثالثة، بوصف روما القديمة بأنها روما الأولى وفترة النهضة بأنها روما الثانية. احتذت إيطاليا الفاشية بروما القديمة واحتذى موسوليني بالأخص بقادة روما القديمة، مثل يوليوس قيصر كنموذج لنهضة الفاشيين إلى السلطة وأغسطس كنموذج لبناء الإمبراطورية. وروجت الفاشية الإيطالية بشكل مباشر إلى الإمبريالية، مثلما ورد في (عقيدة الفاشية) الذي نُشر في عام 1932، والذي كتبه جيوفاني جينتل خفية نيابة عن موسوليني:
الدولة الفاشية هي إرادة للسلطة والإمبراطورية. التقليد الروماني هنا هو قوة جبارة. ووفقًا لعقيدة الفاشية، فإن الإمبراطورية ليست مجرد مفهوم إقليمي أو عسكري أو تجاري، لكنها مفهوم روحي وأخلاقي. يمكن للمرء أن يفكر في إمبراطورية، والتي هي أمة، ترشد الأمم الأخرى بشكل مباشر أو غير مباشر، دون الحاجة إلى احتلال كيلومتر مربع واحد من الأرض. ـــ بينيتو موسوليني وجيوفاني جنتيلي، عقيدة الفاشية (1932)

### الشمولية
في عام 1925، أعلن الحزب الفاشي القومي أن الدولة الفاشية في إيطاليا كانت دولة شمولية. واستخدمت المعارضة الليبرالية مصطلح «الشمولية» بشكل مبدئي كاتهام تحقيري واستنكرت على الحركة الفاشية محاولتها خلق ديكتاتورية شمولية. ورغم ذلك، رد الفاشيون بقبول وصفهم بالشموليين، لكنهم قدموا الشمولية من وجهة نظر إيجابية. ووصف موسوليني الشمولية بأنها السعي لتشكيل دولة قومية استبدادية تكون قادرة على إكمال وحدة مشروع إيطاليا غير المُعوضة، وتشكيل إيطاليا حديثة وخلق مواطن من نوع جديد – إيطالي فاشي نشط سياسيًا.
كتب الصحفي الأمريكي إتش آر نيكربوكر في عام 1941: «دولة موسوليني الفاشية هي أقل الدول إرهابًا في الدول الشمولية الثلاثة. الإرهاب الإيطالي شديد التسامح مقارنة بالسوفييت أو النازيين، لدرجة أنه يكاد تفشل في الوصول لمرتبة الإرهاب». وكمثال وصف نيكربوكر صديقه الصحفي الإيطالي الذي رفض أن يصبح فاشيًا. فُصل صديقه من جريدته ووُضع تحت المراقبة لمدة 24 ساعة، لكنه لم يتعرض لأي مضايقات بخلاف ذلك؛ سُوِّي عقد عمله مقابل مبلغ مقطوع وسُمح له بالعمل في الصحافة الأجنبية. قارن نيكربروك معاملته بالتعذيب الحتمي أو الإعدام تحت أنظمة هتلر أو ستالين، وصرح «لديك فكرة عادلة عن الاعتدال المقارن للنوع الإيطالي من الشمولية».
وبالرغم من ذلك، لاحظ المؤرخون منذ الحرب العالمية الثانية أن الفاشية الإيطالية أظهرت درجات قصوى من العنف في المستعمرات الإيطالية. فقد مات عُشر تعداد مستعمرة ليبيا خلال العصر الفاشي، وتضمنت طرق الموت استخدام عمليات القتل باستخدام الغازات السامة، والموت في معسكرات الاعتقال، والمجاعات، والأمراض؛ وفي إثيوبيا خلال الحرب الإيطالية الإثيوبية الثانية وبعدها بحلول عام 1938 توفي ربع مليون إثيوبي.
دعت الفاشية الإيطالية لنظام اقتصادي تشاركي. تضمن الاقتصاد الوصل بين نقابات أصحاب الأعمال والموظفين في جمعيات تعاونية لتمثيل المنتجين الاقتصاديين للبلاد والعمل جنبًا إلى جنب مع الدولة لوضع سياسات الاقتصاد القومي. أعلن موسوليني تلك الاقتصاديات كـ«بديل ثالث» للرأسمالية والماركسية التي اعتبرتها الفاشية الإيطالية «عقائد عفا عليها الزمن». على سبيل المثال، قال في عام 1935 إن الرأسمالية الأرثوذكسية لم تعد موجودة في البلاد. تهدف الخطط الأولية اعتبارًا من عام 1939 إلى تقسيم البلاد إلى 22 شركة من شأنها أن ترسل ممثلين إلى البرلمان من كل صناعة.
وكان إذن الدولة مطلوبًا لأي نشاط تجاري تقريبًا، مثل إنهاء العمل أو توسيع المصنع. وتحدد الحكومة جميع الأجور. ومع ذلك، كانت القيود المفروضة على العمل أكبر. وفي حين أن الشركات كانت ما تزال قادرة على جني الأرباح، دعمت الفاشية الإيطالية تجريم الإضرابات التي يقوم بها الموظفون وإضرابات أرباب العمل واعتبرتها أفعالًا غير قانونية تُلحق الضرر بالمجتمع الوطني ككل.